# П'єр Жан Жув
 П'єр Жан Жув (фр. Pierre Jean Jouve, 11 жовтня 1887, Аррас — 8 січня 1976, Париж) — французький поет, прозаїк, есеїст, перекладач.

## Біографія
З народження був слабкий здоров'ям, дуже прив'язаний до матері, що була вчителькою музики, та до молодшої сестри.

### Ролландизм
На початку XX століття був близький до унанімізму, групи Абатство. Як художник, Жув розвинувся під впливом Рене Гіля та Жуля Ромена, в оформленні віршів освоїв верлібрізм. Сенс і виправдання життя Жув вбачав у любові та співчутті до людей.
У роки Першої світової війни був активним членом пацифістського руху на чолі з Роменом Роланом, про якого пізніше написав монографію «Живий Р. Роллан» (1920). Пацифістські настрої прозвучали в книгах «Трагічні поеми» (1922) та «Шпиталь» (1927).
Як і всі ролландисти, був під великим впливом толстовства. Вітаючи російську революцію як провісницю «нової ери», він не закривав очі на репресії в Радянської Росії.
Мотиви творчості Жува — любов та співчуття до принижених та ображених, іноді доходять до протесту проти несправедливості сучасного світу. Мрії про майбутнє поєднуються у нього з болісним песимізмом — як в збірках віршів від «Présence» (1912) до «Voyage sentimental» (1923).

### Релігійне навернення

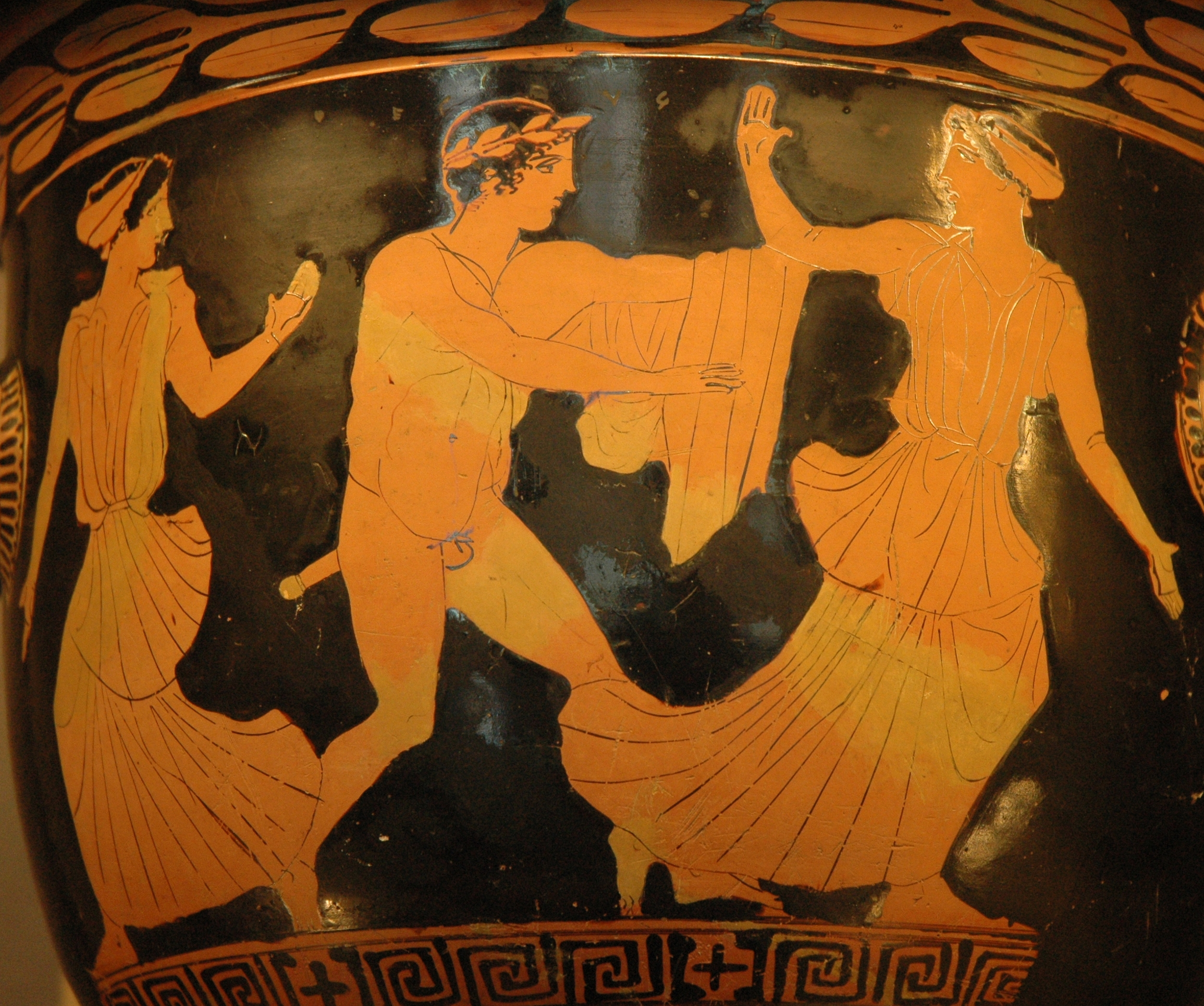
Тесей, який переслідує Єлену. Лувр

1925 року пережив духовну кризу та релігійне навернення, викреслив з життя все написане до цього часу.
Жув одним з перших письменників сприйняв відкриття психоаналізу, водночас цікавився одкровеннями європейських містиків (Святий Франциск Ассизький, Свята Тереза, Іван від Хреста, Свята Катерина Сієнська), шуканнями Гельдерліна, К'єркегора, Нерваля, Бодлера, Рембо, Стефан Малларме. Важливий наскрізний мотив поезій та прози Жува — міфологія жіночого, «пошуки потаємної Єлени»).
Такі зацікавлення знайшли своє відображення в романах «Паоліна 1880», 1925, «Вагадю», 1931, «Криваві історії», 1932 та збірках віршів «Одруження», 1928, «Кривавий піт», 1934, «Небесна матерія», 1937, «Змилуйся, Господи», 1938.

### Еміграція
Роки Другої світової війни провів у еміграції в Швейцарії, але його вірші (збірка «Паризька богоматір», 1944) та публіцистика становили серцевину інтелектуального Опору: недарма після закінчення війни Шарль де Голль в телеграмі за 12 травня 1945 року назвав його «унікальним виразником французької душі протягом усіх цих останніх років». Пізнішу творчість Жува пронизують роздуми про долю особистості, втягнутої в катастрофи століття, які видаються йому передвістям Апокаліпсису (збірки віршів «Діадема», 1949, «Ліричне», 1956). В останні роки писав мемуари.

## Літературна співпраця
Жув дружив та листувався з Роменом Ролланом, Стефаном Цвейгом, Жаном Поланом, П'єром Клоссовскі, Жое Буске, Жаном Валем, Жаком Лаканом, Еудженіо Монтале, Джузеппе Унгаретті та багатьма іншими сучасниками.

## Жув і образотворче мистецтво
Дружив та співпрацював з Франсом Мазерелем, Андре Массоном, Бальтюсом, Жозефом Сіма (Йозеф Шима), Філіп Романом.

## Жув і музика
Товаришував з Бруно Вальтером, Артуро Тосканіні, співпрацював з композитором Мішелем Фано, протягом ряду років вів музичну хроніку у журналі Нувель ревю франсез. Присвятив розгорнуті есе творчості Моцарта та Берга.

## Перекладацтво
Перекладав твори Франциска Ассизького, Терези Авільської, Шекспіра, Гельдерліна, Кіплінга, Чехова (Три сестри), Ведекінда, Рабіндраната Тагора, Джузеппе Унгаретті.

## Визнання та спадщина
Творча спадщина Жува доволі велика. У видавництві «Меркюр де Франс» було опубліковано два товсті томи, дбайливо підготовлені Жаном Старобінскі.
Жуву присвячені есе та спогади Зигмунда Фрейда, Райнера Марія Рільке, Андре Жіда, Генріха Манна, Гастона Башляра, Жое Буске, Роже Бастіда, Жана Касу, П'єра Емманюеля, Корінни Бій, Іва Бонфуа, Жана Старобінскі та інших письменників та дослідників.
Кілька його романів було екранізовано, про Жува знято документальні стрічки (1989, 1996).

## Вибрані твори

### Вірші
- Présences (1912)
- Noces (1928)
- Le Paradis perdu (1929)
- Sueur de Sang (1933, ілюстрації А. Массона)
- Matière céleste (1937)
- Gloire (1940)
- Vers Majeurs (1942)
- La Vierge de Paris (1944 — у Швейцарії, 1946 — у Франції)
- Hymne (1947)
- Diadème (1949)
- Mélodrame (1957)
- Inventions (1958)
- Proses, вірші в прозі (1960)
- Moires (1962)

### Романи та повісті
- La Rencontre dans le carrefour (1911)
- Paulina 1880 (1925, екранізація 1972, див.: )
- Le Monde désert (1927, телефільм 1985)
- Hécate (1928, телефільм 1989)
- Vagadu (1931, екранізація Гекати  і  Вагадю — фільм  Пригода Катрін К., 1990, див.: )
- La Scène capitale (1935)
- En miroir, роман-щоденник (1954)

### Есе
- Le Don Juan de Mozart (1942)
- Tombeau de Baudelaire (1942, нова редакція — 1958)
- Défense et Illustration (1943 — в Швейцарії, 1946 — у Франції)
- Apologie du Poète (1947)
- Commentaires (1950)
- Wozzeck ou le nouvel Opéra (1953, У співавторстві з Мішелем Фано)

### Вибране
- Œuvre I—II. Paris, Mercure de France, 1987

## Українські переклади
Декілька творів Жува українською переклав Микола Терещенко.